# Shaw Air Force Base
Shaw Air Force Base est une base de l'United States Air Force située au nord-ouest de Sumter en Caroline du Sud. En 2007, la base abrite le 20th Fighter Wing équipé de F-16CJ.